# Prestonpans
Prestonpans (Schottisch-Gälisch: Baile an t-Sagairt, Scots: The Pans) ist eine Ortschaft in der schottischen Council Area East Lothian. Sie liegt im Nordwesten der Region zwischen Musselburgh und Cockenzie and Port Seton am Südufer des Firth of Forth.

## Geschichte
Die Besiedlung Prestonpans geht wahrscheinlich auf das 12. Jahrhundert zurück, als die Mönche der Newbattle Abbey dort Anlagen zur Salzgewinnung einrichteten. Im Jahre 1552 wurde Prestonpans als Burghs installiert und verleibte sich mehrere umliegende Siedlungen ein. Im Zuge des Zweiten Jakobitenaufstands errangen die Jakobiten in der Schlacht bei Prestonpans 1745 einen bedeutenden Sieg.
Zur Recherche seines Romans Waverley lebte Walter Scott einige Zeit in Prestonpans. Mit der Abschaffung der Salzsteuer 1825 verlor Prestonpans eine bedeutende Einnahmequelle. Als Beschäftigungszweige verblieben noch der Kohlebergbau sowie die Fischerei. Mit der Schließung der Prestongrange Colliery im Jahre 1962 endete die Kohlegewinnung in Prestonpans.
Im 19. Jahrhundert schwankte die Einwohnerzahl von Prestonpans zwischen rund 1600 und 2300. Nachdem 1961 in der Ortschaft 3105 Personen gezählt wurden, stieg die Einwohnerzahl in den folgenden Jahrzehnten stark an, auf zuletzt 9140 im Jahre 2011.

## Verkehr
Durch Prestonpans verlaufen die B1348, die B1349 sowie die B1631. Sie binden die Ortschaft an die Fernverkehrsstraßen A198 und A199 an, die direkt östlich beziehungsweise westlich verlaufen. Die A1 wird 200 m südlich an Prestonpans vorbeigeführt. Bereits im 19. Jahrhundert schloss die North British Railway Prestonpans mit einem eigenen Bahnhof an das Schienennetz an. Er befindet sich am Südrand der Ortschaft, wodurch er auch für die unmittelbar benachbarte Ortschaft Tranent günstig gelegen ist. Der internationale Flughafen Edinburgh befindet sich rund 25 km westlich.

## Denkmäler
In Prestonpans sind insgesamt neun Denkmäler der höchsten schottischen Denkmalkategorie A verzeichnet. Hierzu zählen mit Northfield House, Prestongrange House und Hamilton House drei Herrenhäuser. Letzteres ist ein Nachfolgebauwerk des Tower House Preston Tower, das Sitz der Prestonlinie des Clans Hamilton war. Die Villa Harlaw Hill House im Nordosten stammt aus dem 17. Jahrhundert. Das Marktkreuz Preston Cross wurde nach Erteilung des Marktrechts im Jahre 1617 erbaut. Die aus dem Jahre 1774 stammende presbyterianische Prestongrange Church liegt an der High Street nahe der Forth-Küste. Auf Grund seiner hohen industriehistorischen Bedeutung ist das Pumpenhaus der Prestongrange Colliery denkmalgeschützt. Außerdem sind Teile der Anlage als Scheduled Monument klassifiziert. Zuletzt ist der Taubenturm von Northfield House eigenständig als Kategorie-A-Bauwerk eingestuft. Mit dem Taubenturm von Dolphingstone liegt ein weiterer denkmalgeschützter Taubenturm außerhalb von Prestonpans.

## Persönlichkeiten
- William Fergusson (1808–1877), Chirurg